# Stenus gilae
Stenus gilae är en skalbaggsart som beskrevs av Thomas Casey. Stenus gilae ingår i släktet Stenus och familjen kortvingar. Inga underarter finns listade i Catalogue of Life.